# National Sorry Day

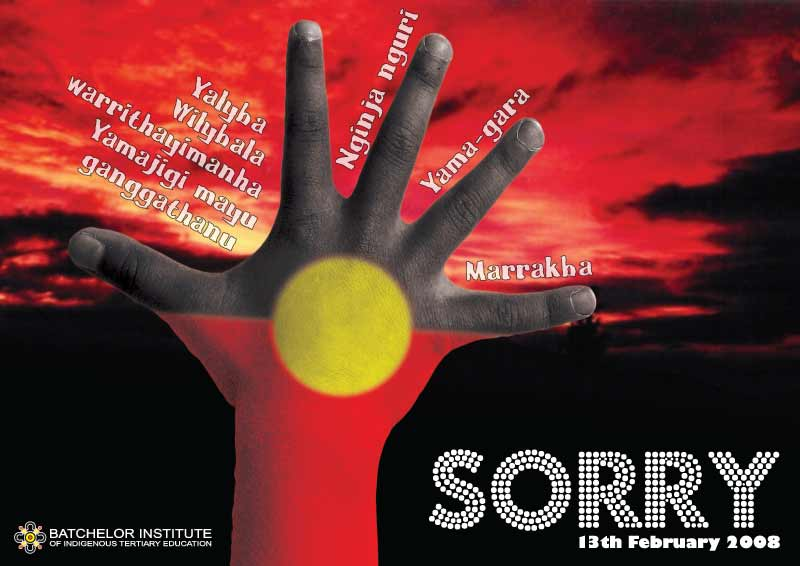
Une des trois affiches produites par le Batchelor Institute pour commémorer le jour où le Premier ministre australien Kevin Rudd a présenté ses excuses à la génération volée (13 février 2008).

Le National Sorry Day (Journée nationale du pardon) est un événement australien qui se tient chaque année le 26 mai depuis 1998. Il ne s'agit pas d'une journée chômée. 
Entre les années 1995 et 1997, une commission d'enquête travailla sur la mesure officielle de placement forcé d'enfants  aborigènes enlevés à leur famille, qui fut appliquée en Australie dans les décennies précédentes et qui aboutit à la Stolen Generation, (« génération volée »).

## Création du National Sorry Day
Le rapport final intitulé "Bringing them home (en)" (Ramenez les à la maison) fut publié en 1997. 
Un an après cette publication, une journée nationale du pardon fut instituée pour faire connaître le tort qui avait été causé aux familles indigènes et pour que le « processus de cicatrisation » puisse débuter. Le Sorry Day rappelle aussi le souvenir des mauvais traitements subis non seulement par les enfants de la Stolen Generation, mais aussi par l'ensemble des Aborigènes depuis 1770. 
Le Sorry Day fut brièvement rebaptisé National Day of Healing (journée nationale de la Guérison) en 2005, avant de retrouver son appellation d'origine.
Beaucoup d'hommes politiques, de la majorité comme de l'opposition (sauf le premier ministre australien, John Howard, qui ne soutenait pas l'idée de cette journée commémorative), se sont associés à cette manifestation.  
En 1997 fut fondée la Stolen Generation Alliance, présidée par le Pr Lowitjia O'Donoghue et l'ex-Premier ministre Malcolm Fraser : son but est la promotion et la défense de la cause des Indigènes Australiens. 
Le 26 mai de chaque année depuis 1997, l'ENIAR  (European Net for Indigenous Australians Rights) consacre une journée à l'événement : conférences, films, etc. sont diffusés sur le Net.

## Excuses publiques du gouvernement australien

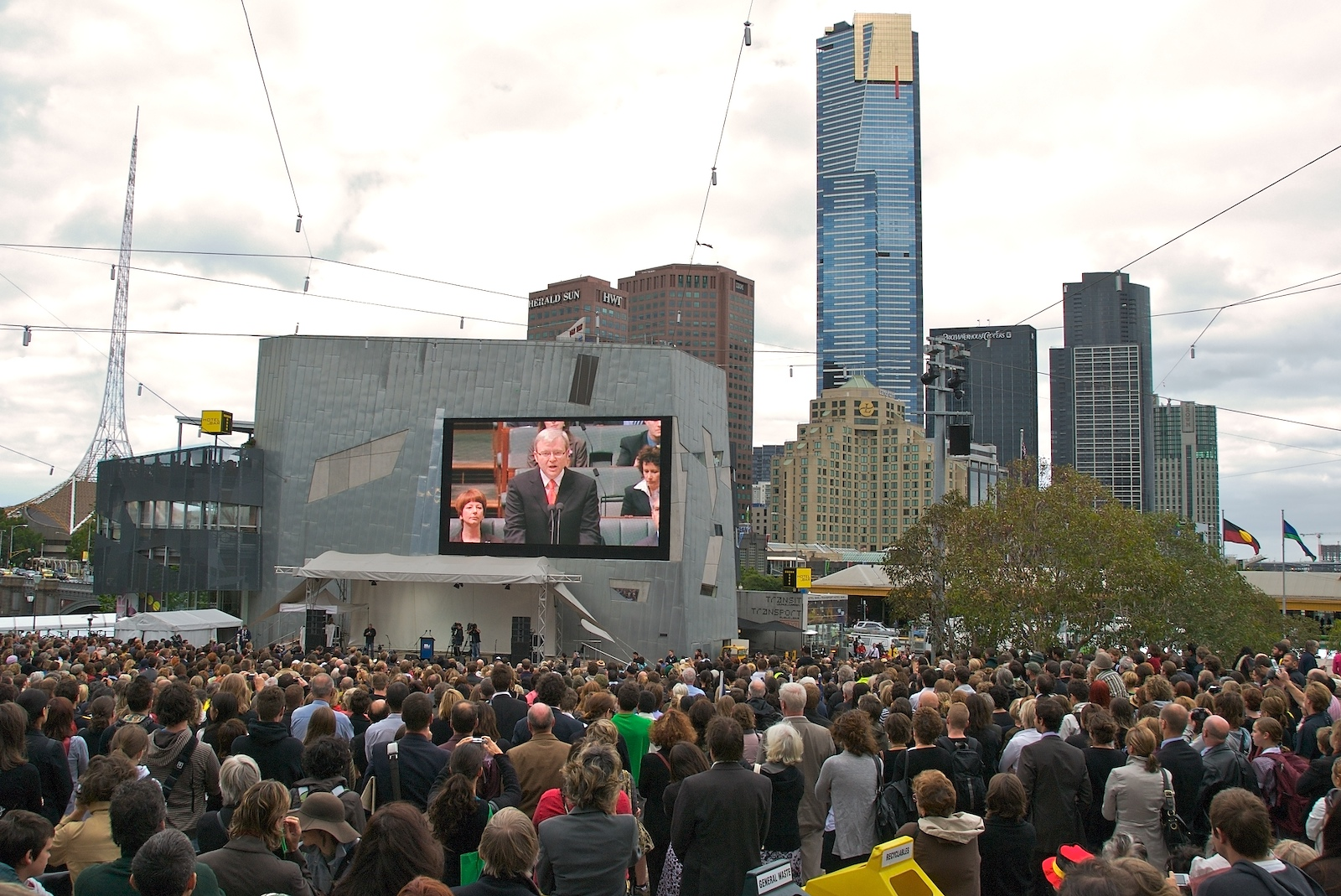
Kevin Rudd a l'écran présentant ses excuses au nom de gouvernement fédéral aux générations volées, Federation Square, Melbourne

Le 13 février 2008, le premier ministre Kevin Rudd défendit une motion sur les générations volées devant le Parlement australien, incluant des excuses du gouvernement fédéral présentées aux autochtones. 
Ces excuses publiques sont considérées comme un aboutissement de la campagne du National Sorry Day, même si l'action sociale et réparatrice du gouvernement australien doit encore venir en appui à ces excuses publiques.

## Source
- (en) Cet article est partiellement ou en totalité issu de l’article de Wikipédia en anglais intitulé « National Day of Healing » (voir la liste des auteurs).